# Rettig (Jessen)
Rettig ist ein Ortsteil der Stadt Jessen (Elster) im Landkreis Wittenberg des Landes Sachsen-Anhalt.

## Lage und Erreichbarkeit
Rettig liegt ca. zehn Kilometer westsüdwestlich der Stadt Jessen und ist über die L114, den Jessener Ortsteil Battin und die Klödener Straße mit den weiteren Ortsteilen Rade und Klöden mit ihr verbunden.

## Geschichte
Der Ort ging aus einem Vorwerk des Ritter- bzw. seit 1781 Kammerguts Klöden hervor, das im ausgehenden 18. Jahrhundert auf einer wüsten Mark angelegt wurde.